# Affonso Camargo Neto
Affonso Alves de Camargo Netto GOMM (Curitiba, 30 de abril de 1929 — Curitiba, 24 de março de 2011) foi um engenheiro civil e político brasileiro. Foi ministro dos Transportes durante os governos Sarney e Collor. Pelo Paraná, foi vice-governador, senador e deputado federal durante dois e quatro mandatos, respectivamente.

## Vida pessoal
Filho de Pedro Alípio Alves de Camargo e Ismênia Marçallo de Camargo, neto do ex-governador do Paraná, Afonso Camargo e descendente do fundador de Curitiba, bandeirante Baltasar Carrasco dos Reis.
Affonso Camargo Netto foi casado com Gina Flores de Camargo, filha de Fernando Flores, constituinte de 1946 e deputado federal pelo Paraná entre 1946 e 1955, com quem teve cinco filhos, dos quais dois adotivos. Casou-se pela segunda vez em março de 1994 com Nadir de Santa Maria de Camargo, com quem teve um filho.
Sua família paterna, formada por pecuaristas e donos de frigoríficos, fornecera quadros políticos ao antigo Partido Republicano Paranaense. Seu avô, Affonso Alves de Camargo foi deputado estadual por quatro mandatos (1898-1914), deputado federal (1921-1922), senador (1922-1927) e presidente do Estado do Paraná por duas vezes (1916-1920 e 1928-1930) durante a República Velha. Ocupava este último posto quando da eclosão da Revolução de 1930.

## Formação acadêmica
Affonso Alves de Camargo Netto era formado em Ciências Contábeis pela Universidade Federal do Paraná em 1951 e Engenharia Civil pela Universidade Federal do Paraná em 1952. Também era formado em curso de Desenho de Máquinas pela Escola Técnica Federal do Paraná (1946-1947) e curso de Análise Transacional e Gerência por Objetivos (1974).

## Carreira política
Trabalhou na iniciativa privada até aproximar-se do então governador Ney Braga que o nomeou sucessivamente diretor do Departamento de Água e Energia Elétrica do Paraná e Secretário de Justiça sendo eleito vice-governador em 1964. Adversário político de Paulo Pimentel, trocou o antigo PDC pelo MDB após a instituição do bipartidarismo pelos militares. Tal opção política o fez romper com Ney Braga sendo por este derrotado na disputa ao senado em 1966.
Posteriormente Ney Braga e Paulo Pimentel romperam politicamente e Afonso Camargo recompôs sua aliança com o seu antigo padrinho político, fato que o levou à presidência do Banco do Estado do Paraná e a ser Secretário de Fazenda (1973-1974). Eleito presidente do diretório regional da ARENA em 1975 foi indicado senador biônico em 1978. Com a volta do pluripartidarismo seguiu rumo ao PP liderado por Tancredo Neves, a quem seguiu quando de seu ingresso no PMDB. Secretário-geral do partido, foi indicado Ministro dos Transportes em 1985 após a eleição de Tancredo Neves à Presidência da República e com o falecimento deste foi mantido na pasta por José Sarney. Neste período, criou o vale-transporte e assim ficou conhecido pela alcunha de "o pai do vale transporte". Após deixar o governo foi reeleito senador em 1986.
Afonso Camargo deixou o PMDB no primeiro ano de seu novo mandato e foi candidato à presidência da República em 1989, pelo PTB sem que passasse do primeiro turno. Na rodada seguinte apoiou a candidatura de Fernando Collor a quem serviu novamente como Ministro dos Transportes nos últimos meses de seu governo quando ocupou também responsável a pasta das Comunicações. Em julho de 1992, como ministro dos Transportes, Camargo Neto foi admitido pelo presidente Fernando Collor à Ordem do Mérito Militar no grau de Grande-Oficial especial.
Foi eleito deputado federal em 1994, 1998, 2002 e 2006 sendo que durante esse período esteve filiado ao PPR e ao PFL antes de ingressar no PSDB em 2001.

### Atividades Partidárias
- Secretário do Diretório Nacional do PDC
- Presidente do Diretório Regional da Arena (1975)
- Vice-Presidente da Comissão Executiva do PP (1979)
- Vice-Líder do PP no Senado Federal (1979)
- Secretário-Geral do PMDB
- Vice-Líder do PSDB (2 de maio de 2006 a 3 de maio de 2006)

### Atividades Profissionais e Cargos Públicos
- Diretor de Empresa de Incorporações Imobiliárias
- Diretor do Departamento de Águas e Energia Elétrica do Paraná (1961)
- Presidente Fundador da Companhia de Desenvolvimento do Paraná (CODEPAR)em (1962)
- Secretário do Interior e Justiça do Estado do Paraná (1963)
- Presidente (1973) e Secretário de Finanças (1974) do Banco do Estado do Paraná
- Secretário da Fazenda do Estado do Paraná (1974)
- Ministro de Estado dos Transportes (1985-1986)
- Ministro de Estado dos Transportes e das Comunicações (1992)

## Fonte de pesquisa
- ALMANAQUE ABRIL 1986. 12. ed. São Paulo: Abril, 1985.